# Chochol Károly
Chochol Károly (Budapest, 1935.  január 27. – 2023. január 26.) magyar fotográfus, fotóriporter. Évtizedekig a Magyar Televíziónak dolgozott. Fotóriporteri tevékenysége mellett fotótörténeti kutatásokat is végzett. Tagja a Magyar Újságírók Országos Szövetségnek és a Magyar Alkotóművészek Országos Egyesületének, és 1958 óta a Magyar Fotóművészek Szövetségének.

## Életpályája
Eredeti szakmája optikus. A budapesti Fotóklubban tanult fényképezni; mesterei Haller Frigyes, Szöllősy Kálmán, Ramhab Gyula, Vadas Ernő és  Sztály János voltak. 
A Találkozások alkotócsoport tagja. A MUOSZ Újságíró Iskola fotóriporter szakoktatója. 1958-tól a Magyar Fotográfusok Szövetsége tagja, 1986-tól elnökségi tag, a Történeti és Múzeumi Bizottság vezetője. 
Nyugdíjazásáig a TV Híradó, illetve a Telehír fotóriportereként dolgozott. Készített alkalmazott és reklámfotókat is. Kortárs fotósokról készített ironikus képei is jelentősek. 
Mintegy 50  könyv illusztrátora, illetve társszerzője. Fotótörténeti kutatásokat is végzett. Több kiállítás rendezője, szerkesztője volt (Tény-kép, Műcsarnok, Budapest, 1980; Magyarok a fotótechnika történetében, Műcsarnok, Budapest, 1989; Balogh Rudolf-emlékkiállítás, Műcsarnok, Budapest, 1989).

## Egyéni kiállításai
- 1958 • Óbudai Hajógyár
- 1959 • József Attila Színház
- 1989 • MTV Székháza
- 2013 • Folyosó Galéria (XII. ker. önkormányzat)
- 2015 • Budapest Galéria; Filmes Ház

## Részvétele csoportos kiállításokon (válogatás)
- 1985 • Országos Kiállítás, Tata
- 1986 • Találkozások, Nagyatád (kat.)
- 1987 • Magyar fotográfia ’87, Műcsarnok, Budapest
- 1990 • Találkozások II., Nagyatád (kat.)
- 2016 • Képek és pixelek, Műcsarnok, Budapest
- 2021 • A fény képei, Műcsarnok, Budapest

## Díjai, elismerései
- I. Nemzetközi Diaporáma Fesztivál, Máté passió című munkájával első díj (1967)
- Székely Aladár-díj (1967)
- Ezüst Gerely pályázat sportfotó első díj (1968)
- Év legjobb képe díj (1968)
- Év legjobb Riportsorozata díj (1968)
- Szocialista Kultúráért (1981)
- MTV Életműdíj (1995)
- Magyar Alkotóművészeti Nagydíj (2002)
- MÚOSZ Aranytoll-díj (2005)
- Magyar Alkotóművészek Országos Egyesülete Aranykazetta életműdíj (2006)
- Balogh Rudolf-díj (2017)

## Kötetei
- Chochol Károly–Sevcsik Jenő: Fotótrükkök, felvételi fogások; Műszaki, Budapest, 1971 (Fotókönyvtár)
- Rapidtechnika; Műszaki, Budapest, 1974 (Fotósorozat)
- 56 kép. 1956, 2006. Chochol Károly kiállítása az utolsó fél évszázad képes históriájából; s.n., s.l., 2006
- Előhívott emlékeim; képvál., szerk. Szarka Klára; szerzői, Budapest, 2015
- A budapesti rakpart; Abcdekor Kft., Budapest, 2022